# L'Oliva (Clariana de Cardener)
L'Oliva és una masia situada al municipi de Clariana de Cardener, a la comarca catalana del Solsonès. Es té constància de l'edificació des de segle xv, sent una gran casa medieval, amb confecció actual del segle XVIII.
És una construcció tradicional, a base de pedra i teula, envoltada de coberts i palleres, de pedra i totxo, parcialment deteriorats. Feta de paredat i morter, amb cantonades i obertures de carreus tallats o escairats. La coberta, aràbiga a dos vessants.
La masia es troba a 712 m d'altitud, amb les masies de Cabrineti i Cap de Costa a entre 600 i 700 metres. Ubicada sobre una plana formada per un mosaic de camps de conreu i habitatges afillats que s'alternen amb clapes de boscos mixt de carrasca I pins i joncedes.